# Nawang-Dash Pelzang
Nawang-Dash Pelzang (ur. 15 lipca 1951)  – bhutański łucznik, olimpijczyk.
Łucznictwo zaczął trenować w wieku 12 lat. W 1979 zdobył tytuł łuczniczego mistrza Bhutanu.
Wziął udział w Letnich Igrzyskach Olimpijskich 1984 w Los Angeles, gdzie odpadł w rundzie wstępnej. Ostatecznie zdobył 2221 punktów, przez co został sklasyfikowany na 55. miejscu, wyprzedzając siedmiu zawodników. Reprezentował Bhutan także na azjatyckich turniejach, w tym na turnieju Thai International Archery Tournament w 1985, w którym Bhutan zajął drugie miejsce (wśród pięciu państw).
W 2012 mieszkał w gewogu Kanglung w dystrykcie Traszigang.